# Łajżew
Łajżew (lit. Laižuva) – miasteczko na Litwie, położone w okręgu telszańskim, w rejonie możejskim, 17 km na północny wschód od Możejek. Miasteczko liczy 560 mieszkańców (2001). Siedziba starostwa Łajżew.
Znajduje się tu kościół, szkoła i poczta.
Od 2008 roku miasteczko posiada własny herb, nadany dekretem prezydenta Republiki Litewskiej.